# Краснокутський професійний аграрний ліцей
Красноку́тський професі́йний агра́рний ліце́й — державний професійний вищий навчальний заклад II рівня атестації, розташований у селі Чернещина Краснокутського району Харківської області. Навчання здійснюється за денною формою.

## Напрямки навчання
Ліцей готує спеціалістів:
на базі неповної середньої освіти — 9 класів (термін навчання — 3 роки):
- тракторист-машиніст сільськогосподарського виробництва категорії «А1»
- слюсар з ремонту сільськогосподарських машин та устаткування
- водій автотранспортних засобів категорії «В»
- водій автотранспортних засобів категорії «С»
- електрогазозварник
- кухар, кондитер
- кравець
- оператор комп'ютерного набору
- офісний службовець (бухгалтерія)

на базі повної середньої освіти — 11 класів (термін навчання — 1,5 роки):
- тракторист-машиніст сільськогосподарського виробництва категорії «А1»
- слюсар з ремонту сільськогосподарських машин та устаткування
- водій автотранспортних засобів категорії «В»
- водій автотранспортних засобів категорії «С»

## Умови навчання
Загальна площа приміщень ліцею — 3 555,2 м²; в тому числі навчальні корпуси — 1 484,2 м²; їдальня — 260 м²; майстерні — 501,2 м²; гуртожитки (для дівчат і хлопців — окремі) — 1 010 м²; клуб — 300 м².
Учні навчаються в 22 кабінетах. З них 13 — професійно-теоретичної підготовки, 9 — загальноосвітньої. У ліцеї є також 5 лабораторій і 2 комп'ютерні класи — з 23-ма комп'ютерами.
Професія «тракторист-машиніст, слюсар-ремонтник, водій»
- 2 кабінети теоретичного навчання з предмету «Трактори і автомобілі» загальною площею 115,9 м²;
- 3 лабораторії — 1132,8 м²;
- 1 кабінет сільгоспмашин — 54,7 м²;
- 1 кабінет правил дорожнього руху — 54,7 м²;
- 1 кабінет агрономії — 48,8 м².

Кабінети і лабораторії обладнані розрізами агрегатів до тракторів і автомобілів та сільгоспмашин, електротренажерами.
Для відпрацювання практичних навичок водіння автомобілів, тракторів і комбайнів в ліцеї є:
- 5 автомобілів;
- 8 тракторів;
- 2 зернові комбайни та спеціальні комбайни.

Професія «кухар-кондитер»
- 1 кабінет та 1 лабораторія — 434 м² (з електрокотлами, електричними шафами, електромясорубкою, розробними столами, повним набором посуду, ножів та іншого інвентарю).

Професія «кравець»
- 2 навчальні кабінети та 1 майстерня — 225 м².

Професія «електрогазозварник»
- 1 навчальний кабінет — 90 м²;
- 1 майстерня — 135 м².

Професія «офісний службовець (бухгалтерія)»
- 3 навчальні кабінети і комп'ютерний клас — 350 м².

### Викладачі
У ліцеї — 38 викладачів.
|  | - Вища — 69% (26 осіб) - Незакінчена вища — 13% (5) - Середня спеціальна — 18% (7) - Середня — 0% (0)   |
|  | - Вища категорія — 22% (8 осіб) - І категорія — 42% (6) - II категорія — 22% (8) - Спеціаліст — 14% (5) |
|  | - До 3-х років — 13% (5 осіб) - 3 - 10 років — 37% (14) - 10 - 20 років — 50% (19)                      |

### Дозвілля
У ліцеї є 11 гуртків художньої самодіяльності (акторський, драматургічний, сучасного танцю тощо) та 7 гуртків технічної творчості, краєзнавчий музей та клуб.
Колектив Краснокутського ліцею з 2003 по 2007 рік отримав гран-прі в обласних оглядах художньої самодіяльності та технічної творчості серед професійно-технічних навчальних закладів Харківської області.
Більше 5 років колектив ліцею співпрацює з хором ветеранів війни та праці «Надвечір'я» районного будинку культури. Разом з ветеранами учні виконують українські народні пісні, пісні воєнних років та інші.

### Бібліотека
Бібліотека ліцею налічує 22 628 примірників книг, з яких 16 674 — навчальна література: підручники, навчальні посібники, словники, довідкова література (загалом — близько 40 примірників на одного учня).
Основні напрямки роботи бібліотеки: 
- забезпечення учнів та викладачів україномовними підручниками з загальноосвітніх і спеціальних дисциплін;
- забезпечення читачів художньою, довідковою, науково-популярною та методичною літературою;
- участь у виховній роботі.

Бібліотека має абетковий та систематичний каталоги, картотеки періодичних видань, в тому числі — з історії, народознавства, краєзнавства та інших напрямків. Створені також тематичні рубрики: «Абетка відомих імен», «Ніхто не забутий, ніщо не забуте», «Знаменні дати», «Це цікаво», «Харкове мій», «Київ – столиця України», «СНІДу – ні» та інші.

### Співпраця
Ліцей співпрацює з: 
- обласним та районним центрами зайнятості;
- Харківським обласним науково-методичним центром професійно-технічної освіти;
- пофесійно-технічними навчальними закладами Харківської області;
- Українською інженерно-педагогічною академією;
- Харківським індустріально-педагогічним коледжем.

## Історія
Рішенням виконкому Краснокутської районної Ради народних депутатів від 21 лютого 1984 року в селі Чернещина було організовано філіал Богодухівського СПТУ-51  — на базі приміщень і прилеглих до них територій Станції юних натуралістів та колишнього дитячого садка Краснокутської дослідної станції садівництва. 
10 листопада 1985 року на базі приміщень філіалу відкрили середнє професійно-технічне училище з плановим набором учнів — 300 осіб. Йому присвоїли номер 62. Училище готувало механізаторів, електрогазозварників, кухарів, бухгалтерів та кравців.
У 2003 році, на підставі наказів Міністерства освіти і науки України від 13 червня 2003 року №340 та Головного управління освіти і науки Харківської ОДА від 25 червня 2003 року №277, ПТУ №62 було реарганізовано в Краснокутский професійний аграрний ліцей.